# Isabel de Villamartin Thomas
Isabel de Villamartín i Thomas (A Guarda, Pontevedra, 1837 - la Garriga, 1 d'octubre de 1877) va ser una poeta i dramaturga catalana de la Renaixença, que escrigué en les llengües catalana i castellana.
Nascuda a Galícia de mare empordanesa, es va traslladar a Catalunya a la infantesa, on va residir a Barcelona i Girona. Va desenvolupar la seua obra literària en català i castellà i va participar plenament en la vida literària de mitjan segle xix. Va guanyar la Flor Natural dels primers Jocs Florals de Barcelona el 1859 amb el romanç «Clemència Isaura», i també la Viola el 1861 amb «La Creu de Cristo». El romanç que li va portar la Flor Natural cantava Clemència Isaura, la fundadora dels Jocs Florals de Tolosa, els originals, al s. XV. Caldria esperar més de vint anys perquè alguna escriptora tornés a guanyar un premi ordinari als Jocs. I cap altra arribaria a assolir el mestratge en gai saber.
El seu primer poema publicat va ser en castellà: «Pembé-haré. Oriental»(1856, Girona). Obres seues en català van ser incloses en dues antologies poètiques de la Renaixença, els volums Los trobadors nous (1858) –el sonet «Als estels» i una evocació de Jaume I, «La veu profètica»–, i Los trobadors moderns (1859) –el poema «A Catalunya», en què recorda el seu país d’origen i canta la història i la indústria catalanes. També va participar en el Calendari Català. Va publicar el poema «La desposada de Déu» (1862) en català, i Horas crepusculares (1865) i La envidia y la caridad (1872), en castellà.
Com a dramaturga, estrenà al Circo Barcelonés una peça en tres actes, Un día de lágrimas, el juny de 1859.
Va morir a la Garriga l'1 d'octubre de 1877, als quaranta anys, a causa d'una apoplexia cerebral.